# Halicryptus higginsi
Espèce
Halicryptus higginsi est une espèce de vers marins de l'embranchement des Priapulida de la mer de Beaufort en Alaska. C'est une espèce géante et donc la seule des Priapulida à être macrobenthique.